# Malgrat (les Valls d'Aguilar)
Malgrat, o Malgrat de Noves, és un nucli de població del municipi de Valls d'Aguilar, a l'Alt Urgell. Actualment es troba despoblat, el 1970 encara hi vivien 6 habitants, i pràcticament en ruïnes. Encara es conserva l'església de Sant Andreu de Malgrat, sense culte i en relatiu bon estat. L'església és d'estil romànic.